# 蒲圻戰鬥
蒲圻戰鬥發生於1921年8月6日－7日，地點則是在中國湖南湖北兩省邊境蒲圻一帶。是北洋政府時期內戰之一，也是湘鄂戰爭的一部份。交戰兩方為湘軍及直軍。戰鬥結束後，繼羊樓司及趙李橋兩地落敗，受北洋政府支援的鄂軍仍落敗，為此，鄂督王占元於8月9日被免職，北洋政府任吳佩孚為兩湘巡閱使，蕭耀南為湘北督軍，孫傳芳則為長江上游總司令。